# 斯韦尼农村居民点
斯韦尼农村居民点（俄语：Свенское сельское поселение）是俄罗斯联邦布良斯克州布良斯克区所属的一个农村居民点。其下辖有8个居民点，行政中心为斯韦尼。据2015年统计，该农村居民点的人口为3738人。